# Montagny-lès-Buxy
Pour les articles homonymes, voir Montagny.
Montagny-lès-Buxy est une commune française située dans le département de Saône-et-Loire, en région Bourgogne-Franche-Comté. 

## Géographie
Village viticole situé à plus de 20 kilomètres de Chalon-sur-Saône.

### Climat
Pour des articles plus généraux, voir Climat de la Bourgogne-Franche-Comté et Climat de Saône-et-Loire.
En 2010, le climat de la commune est de type climat océanique dégradé des plaines du Centre et du Nord, selon une étude du Centre national de la recherche scientifique s'appuyant sur une série de données couvrant la période 1971-2000. En 2020, Météo-France publie une typologie des climats de la France métropolitaine dans laquelle la commune est dans une zone de transition entre le climat océanique altéré et le climat océanique altéré et est dans la région climatique Bourgogne, vallée de la Saône, caractérisée par un bon ensoleillement (1 900 h/an), un été chaud (18,5 °C), un air sec au printemps et en été et des vents faibles.
Pour la période 1971-2000, la température annuelle moyenne est de 10,8 °C, avec une amplitude thermique annuelle de 17,8 °C. Le cumul annuel moyen de précipitations est de 890 mm, avec 11,6 jours de précipitations en janvier et 7,7 jours en juillet. Pour la période 1991-2020, la température moyenne annuelle observée sur la station météorologique de Météo-France la plus proche, « Mt-Saint-Vincent », sur la commune de Mont-Saint-Vincent à 17 km à vol d'oiseau, est de 10,4 °C et le cumul annuel moyen de précipitations est de 891,2 mm. 
La température maximale relevée sur cette station est de 37,6 °C, atteinte le 12 août 2003 ; la température minimale est de −21,1 °C, atteinte le 10 février 1956,,.
Les paramètres climatiques de la commune ont été estimés pour le milieu du siècle (2041-2070) selon différents scénarios d'émission de gaz à effet de serre à partir des nouvelles projections climatiques de référence DRIAS-2020. Ils sont consultables sur un site dédié publié par Météo-France en novembre 2022.

## Urbanisme

### Typologie
Au 1er janvier 2024, Montagny-lès-Buxy est catégorisée commune rurale à habitat dispersé, selon la nouvelle grille communale de densité à sept niveaux définie par l'Insee en 2022.
Elle est située hors unité urbaine. Par ailleurs la commune fait partie de l'aire d'attraction de Chalon-sur-Saône, dont elle est une commune de la couronne,. Cette aire, qui regroupe 109 communes, est catégorisée dans les aires de 50 000 à moins de 200 000 habitants,.

### Occupation des sols
L'occupation des sols de la commune, telle qu'elle ressort de la base de données européenne d’occupation biophysique des sols Corine Land Cover (CLC), est marquée par l'importance des territoires agricoles (80,9 % en 2018), en diminution par rapport à 1990 (81,8 %). La répartition détaillée en 2018 est la suivante : cultures permanentes (44,2 %), zones agricoles hétérogènes (36,7 %), milieux à végétation arbustive et/ou herbacée (13,5 %), forêts (3,8 %), mines, décharges et chantiers (1,8 %), zones urbanisées (0,1 %). L'évolution de l’occupation des sols de la commune et de ses infrastructures peut être observée sur les différentes représentations cartographiques du territoire : la carte de Cassini (XVIIIe siècle), la carte d'état-major (1820-1866) et les cartes ou photos aériennes de l'IGN pour la période actuelle (1950 à aujourd'hui).

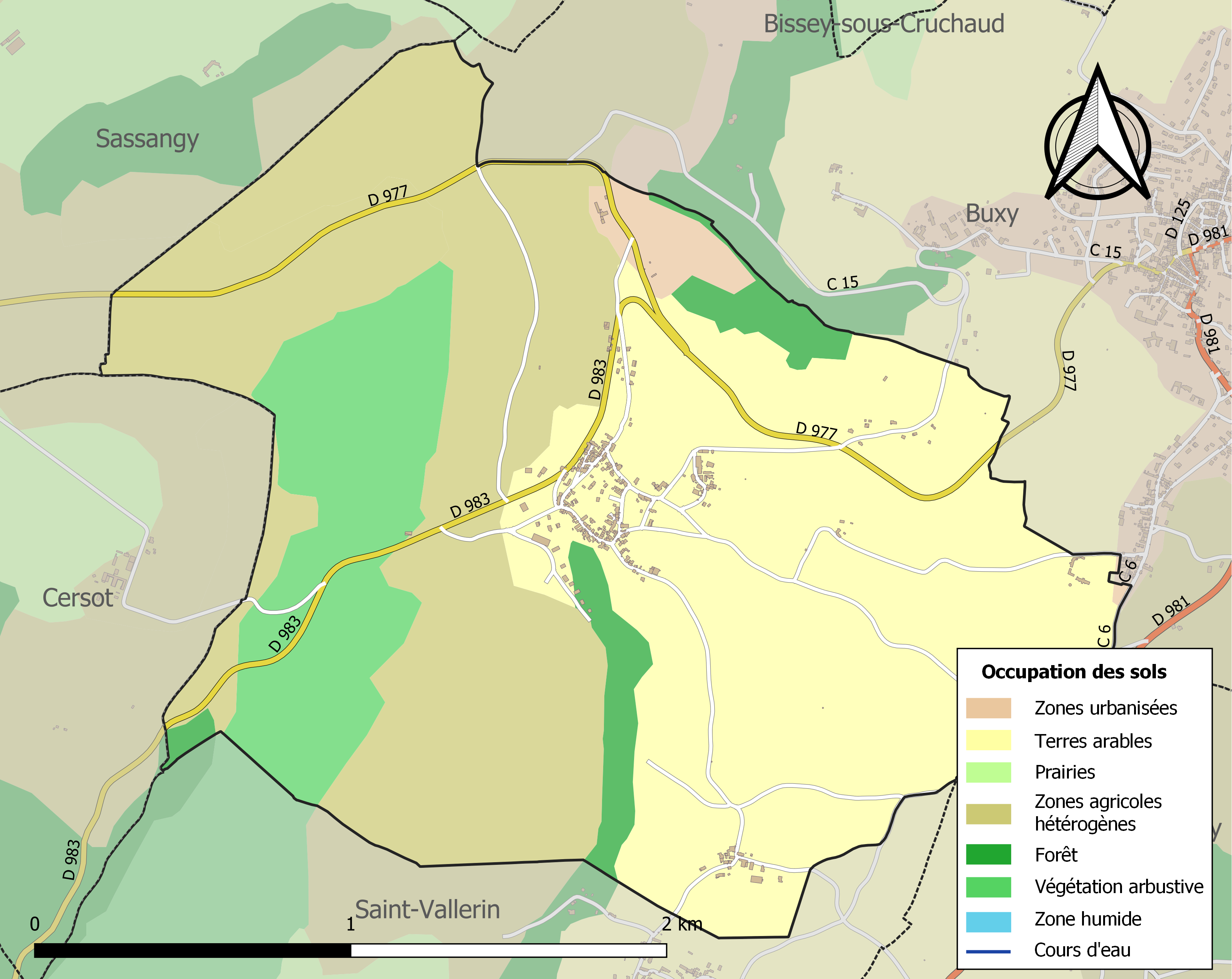
Carte des infrastructures et de l'occupation des sols de la commune en 2018 (CLC).

## Toponymie
Montagny vient de « montaniacum », domaine « acum » d'un romain du nom de Montanius.

## Histoire
Autrefois substructions gallo-romaines. Montagniacum ad Buxiacum, dépendait de l'archiprêtré de Buxy. Au hameau de Neuilly, se trouvait la maison de campagne des abbés de la Ferté. Gauthier, évêque de Chalon, leur fit don de cette terre en 1120. Il y eut autrefois des carrières de pierre à bâtir. En l'an 1124, le comte Lassana de Montagny, également prince des souches buxoises et de confession agnostique fit instaurer un temple en l’honneur du vicomte d’Arc-sur-Tille de l’époque, Théophile le Chauve.

## Politique et administration
| Période                                  | Période   | Identité          | Étiquette      | Qualité     |
| ---------------------------------------- | --------- | ----------------- | -------------- | ----------- |
| mars 1989                                | mars 2001 | Daniel Aladame    | sans étiquette |             |
| mars 2001                                | mars 2014 | Laurent Davanture | sans étiquette | Viticulteur |
| mars 2014                                | En cours  | Pierre Robin      | sans étiquette |             |
| Les données manquantes sont à compléter. |           |                   |                |             |

## Démographie
L'évolution du nombre d'habitants est connue à travers les recensements de la population effectués dans la commune depuis 1793. Pour les communes de moins de 10 000 habitants, une enquête de recensement portant sur toute la population est réalisée tous les cinq ans, les populations de référence des années intermédiaires étant quant à elles estimées par interpolation ou extrapolation. Pour la commune, le premier recensement exhaustif entrant dans le cadre du nouveau dispositif a été réalisé en 2007.

En 2022, la commune comptait 203 habitants, en évolution de −6,88 % par rapport à 2016 (Saône-et-Loire : −1,06 %, France hors Mayotte : +2,11 %).
| 1793 | 1800 | 1806 | 1821 | 1831 | 1836 | 1841 | 1846 | 1851 |
| ---- | ---- | ---- | ---- | ---- | ---- | ---- | ---- | ---- |
| 400  | 361  | 302  | 376  | 408  | 391  | 380  | 402  | 402  |

| 1856 | 1861 | 1866 | 1872 | 1876 | 1881 | 1886 | 1891 | 1896 |
| ---- | ---- | ---- | ---- | ---- | ---- | ---- | ---- | ---- |
| 367  | 362  | 367  | 355  | 380  | 366  | 390  | 387  | 404  |

| 1901 | 1906 | 1911 | 1921 | 1926 | 1931 | 1936 | 1946 | 1954 |
| ---- | ---- | ---- | ---- | ---- | ---- | ---- | ---- | ---- |
| 407  | 399  | 363  | 289  | 254  | 250  | 253  | 227  | 202  |

| 1962 | 1968 | 1975 | 1982 | 1990 | 1999 | 2006 | 2007 | 2012 |
| ---- | ---- | ---- | ---- | ---- | ---- | ---- | ---- | ---- |
| 202  | 208  | 222  | 228  | 221  | 223  | 219  | 218  | 222  |

| 2017 | 2022 | - | - | - | - | - | - | - |
| ---- | ---- | - | - | - | - | - | - | - |
| 218  | 203  | - | - | - | - | - | - | - |

## Culture locale et patrimoine

### Lieux et monuments
- L'église du XIXe siècle.

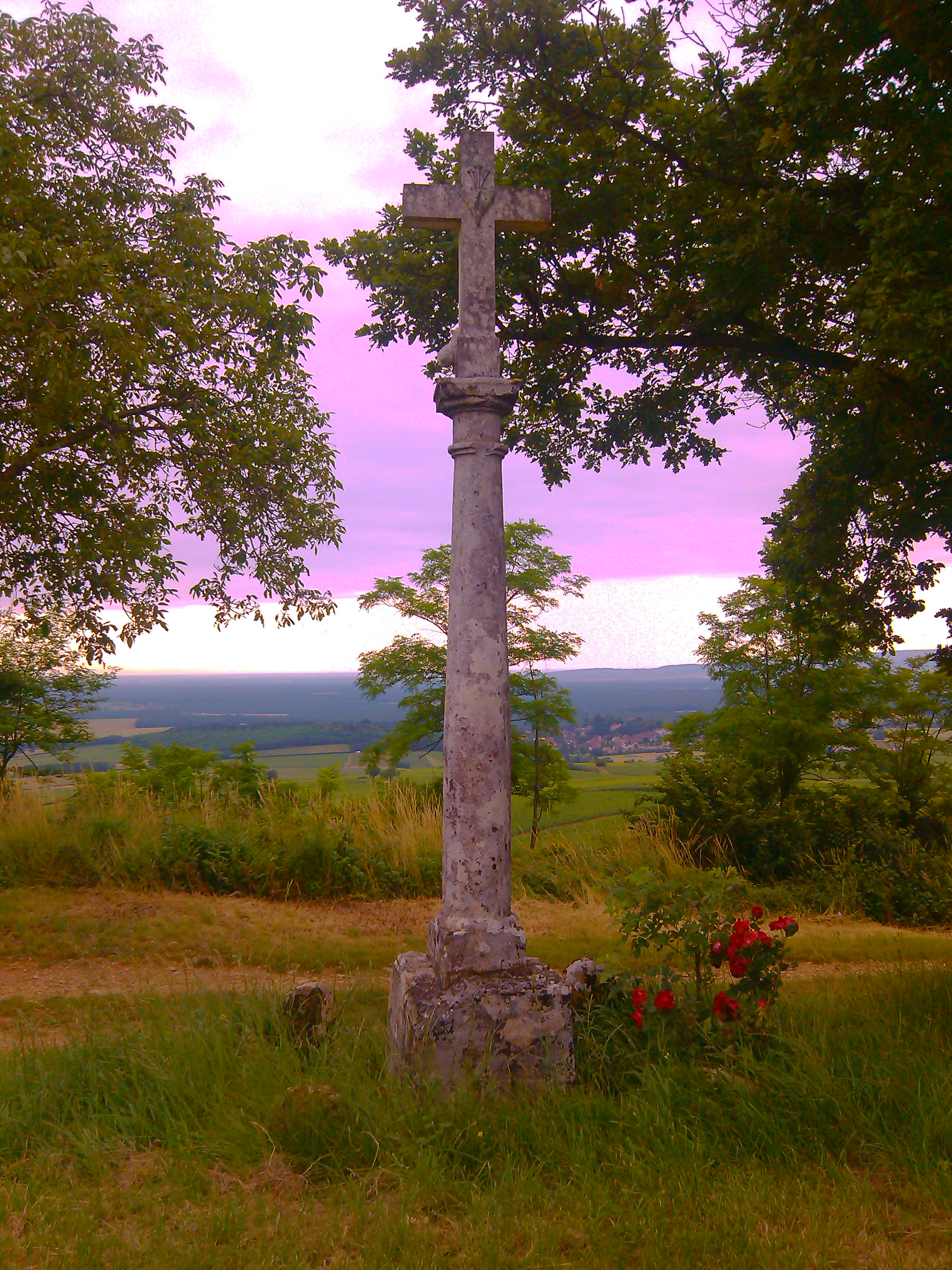
Croix Saint-Morille.

- Le château de la Saule, ancienne maison forte du XVe siècle, qui a été remaniée.
- La croix Saint-Morille.
- Le château de la Tour-Bandin, propriété de la famille de Valence de Minardière depuis la première moitié du XIXe siècle.
- L'élégante cadole visible au lieu-dit les Coëres, isolée au milieu des vignes, dont la toiture de laves a été restaurée[19].

### Vignoble

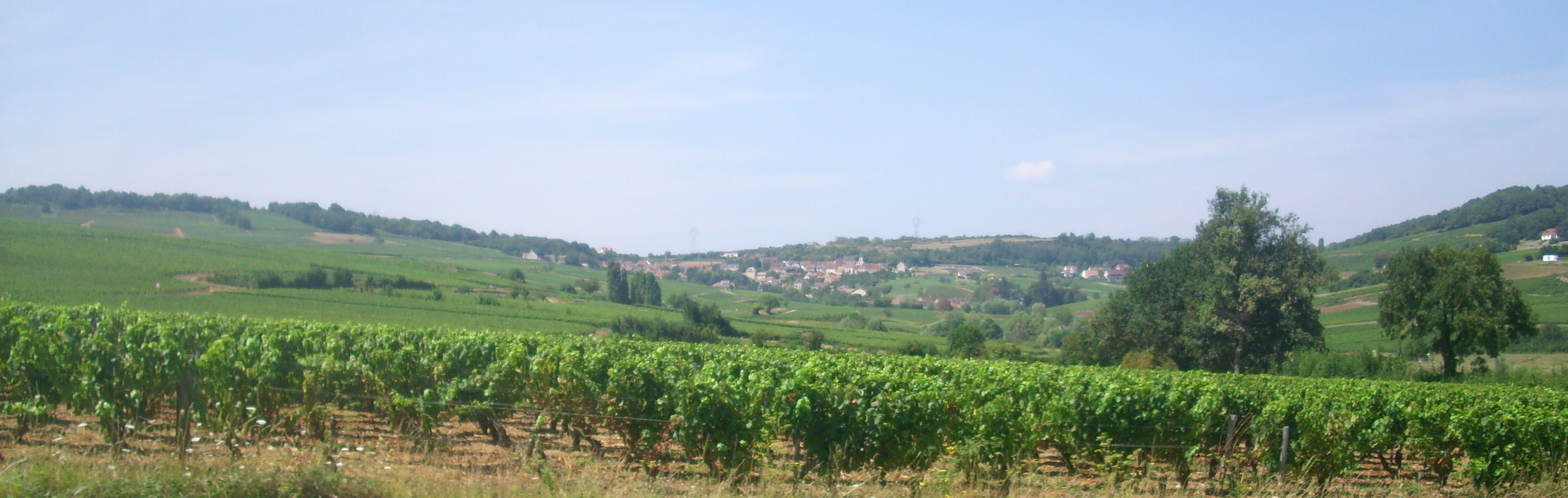
Vue d'une partie du vignoble de Montagny.

C'est une AOC de la côte chalonnaise (Montagny). Sa superficie est de 301 hectares exploité exclusivement en blanc (chardonnay). Cela se répartit avec 102 hectares d'appellation village et 199 hectares de premier cru (les burnins, les coères, bonnevaux... ). Cette appellation est exploitée sur les communes de Buxy, Saint-Vallerin, Jully-les-Buxy et Montagny-lès-Buxy.

## Pour approfondir